# Каратас (Жетысуская область)
Каратас (каз. Қаратас) — станция в Саркандском районе Жетысуской области Казахстана. Входит в состав Лепсинского сельского округа. Код КАТО — 196055600.

## Население
В 1999 году население станции составляло 104 человека (54 мужчины и 50 женщин). По данным переписи 2009 года, в населённом пункте проживали 94 человека (48 мужчин и 46 женщин).